# Vogel (priimek)
Vogel je priimek v Sloveniji in tujini. Po podatkih Statističnega urada Republike Slovenije je na dan 1. januarja 2011 v Slovenji uporabljalo ta priimek 63 oseb.  

## Znani slovenski nosilci priimka
- Evangelista (Julija) Vogel (1861—1960), šolska sestra, organistka, glasbena pedagoginja
- Herman Vogel (1941—1989), pesnik, publicist, kritik, prevajalec, urednik
- Jerica Vogel (*1970), slovenistka, didaktičarka, prof. FF
- Katarina Vogel Mikuš, biologinja, botaničarka, univ. prof.
- Milan Vogel, etnolog, novinar, publicist
- Nikolaj Vogel (*1972), slikar in ilustrator
- Voranc Vogel (*1980), fotograf

## Znani tuji nosilci priimka
- Eduard Vogel (1829—1856), nemški raziskovalec Afrike
- Erza Vogel (*1930), ameriški pisatelj, strokovnjak za Azijo
- Hans-Jochen Vogel (1926—2020), nemški socialdemokratski politik
- Hermann Carl Vogel (1841—1907), nemški astronom
- Johann Vogel (*1977), švicarski nogometaš
- Julius Vogel (1835—1899), novozelandski politik, premier
- Nikolas Vogel (1967—1991), avstrijski snemalec, igralec in vojni dopisnik, ubit na Brniku
- Vladimir Rudolfovič Vogel (1896—1918), švicarski skladatelj nemško-ruskega rodu
- Zygmunt Vogel (1764—1826), poljski slikar